# Kaukauna
Kaukauna is een plaats (city) in de Amerikaanse staat Wisconsin, en valt bestuurlijk gezien onder Outagamie County.

## Demografie
Bij de volkstelling in 2000 werd het aantal inwoners vastgesteld op 12.983. In 2006 is het aantal inwoners door het United States Census Bureau geschat op 15.095, een stijging van 2112 (16,3%).

## Geografie
Volgens het United States Census Bureau beslaat de plaats een oppervlakte van 17,3 km², waarvan 16,1 km² land en 1,2 km² water. Kaukauna ligt op ongeveer 223 m boven zeeniveau.

## Plaatsen in de nabije omgeving
De onderstaande figuur toont nabijgelegen plaatsen in een straal van 12 km rond Kaukauna.